# Барышев, Алексей Владимирович
Алексе́й Влади́мирович Ба́рышев (14 мая 1966, г. Владимир) — российский рок-музыкант, гитарист и композитор. Известен как один из основателей и единственный бессменный участник групп «Blackmailers Blues Band» и «Рекорд Оркестр». В соавторстве с Тимофеем Копыловым автор значительной части композиций.

## Биография
Родился 14 мая 1966 года в городе Владимире. Учился по классу акустической гитары. Еще подростком начал играть в школьных ансамблях. В то же время увлекался классической западной рок-музыкой и блюзом. В 1989 году познакомился с Андреем Агеенковым, вместе с которым создал группу «Диплодоки». Вскоре ушёл из «Диплодоков» и создал свой собственный проект Mystery (Мистерия). В рамках «Мистерии», совместно с музыкантами Александром Спиридоновым, Егором Майоровым, и Вадимом Слушковым, исполнял собственный авторский материал в стилях этно-рок, прогрессив-рок и инструментальной гитарной музыки.
В 1997 году по совету Алексея Белова (основателя и бессменного лидера группы «Удачное приобретение», создал блюзовый коллектив, в состав которого также вошёл вокалист Егор Майоров. В результате появился проект Blackmailers Blues Band, исполнявший преимущественно англоязычный классический блюз.
Активная гастрольная жизнь коллектива началась с 4-го Международного фестиваля гитарного джаза в Санкт-Петербурге. Группа активно гастролировала, неоднократно принимала участие в международных блюзовых и джазовых фестивалях, попала в каталог и упоминается в книге американского писателя Майкла Урбана — Russia gets the Blues.
В 2000 году на смену Егору Майорову, пришел вокалист Тимофей Копылов. К 2005 году группа значительно расширила географию своих выступлений и имела несколько студийных альбомов.
В 2010 году в связи с появлением авторского материала на русском языке, было принято решение создать группу «Рекорд Оркестр». Широкую популярность коллективу принесла композиция «Лада Седан», впервые прозвучавшая в эфире шоу «Народный продюсер» на «Радио Маяк». Композиция попала в ротацию на нескольких федеральных радиостанциях и вошла в саундтрек к фильму «Курьер из рая». Фрагмент композиции выкупил известный рэп-исполнитель Тимати для использования в собственном треке «Баклажан».
Группа активно гастролирует и участвует в различных теле и радио-проектах. В 2015 году «Рекорд Оркестр» принял участие в телешоу «Главная сцена» на телеканале «Россия 1», заняв второе место.

## Педагогическая деятельность
С 1995 года Алексей преподаёт игру на гитаре. Активная педагогическая деятельность началась в 1997 году с открытием собственной гитарной школы.
Осенью 1998 года вышла видео-школа Алексея Барышева, где он излагает свой взгляд на некоторые виды современной гитарной техники. Его новаторские идеи подачи материала, изучения гармонии и импровизации нашли широкий отклик как у начинающих гитаристов, так и у студентов музыкальных колледжей и опытных музыкантов.
Алексей Барышев неоднократно становился участником программы «Джазофрения» на телеканале «Культура», о гитаристе тепло отзывались журналы «Jazz Kvadrat» и «Итоги» на радио «Эхо Москвы» и «Радио России».

## Дискография
Mystery
- 1995 — Студийный альбом

The Blackmailers Blues Band
- 2002 — «Live at B.B.King» (promo альбом)

Blackmailers
- 2005 — «Zlatno Zrno Blues» (альбом)
- 2007 — «Paradise Fanfare Blues» (альбом)
- 2009 — «Contrafact» (альбом)

«Рекорд Оркестр»
- 2011 — «Гастарбайтер-буги» (альбом)
- 2012 — «Один против всех» (сингл)
- 2013 — «Лада Седан» (сингл)
- 2013 — «Самое прекрасное место» (сингл)
- 2014 — «Модный приговор» (сингл)
- 2015 — «#Лезгинобалкано» (макси-сингл)